# Georges Lemaire
Georges Lemaire (Pepinster, Lieja, 3 d'abril de 1905 - Ukkel, 29 de setembre de 1933 fou un ciclista belga, professional entre 1929 i el moment de la seva mort. Durant aquest temps aconseguirà 4 victòries, destacant el campionat de Bèlgica en ruta de 1932.

## Palmarès
- 1929
  -  Campió amateur de Bèlgica en ruta
- 1932
  -  Campió de Bèlgica en ruta
  - 1r del Premi de Brasschaat
- 1933
  - 1r del Gran Premi Ciutat de Vilvoorde

### Resultats al Tour de França
- 1932. 15è de la classificació general
- 1933. 4t de la classificació general.  Porta el mallot groc durant dues etapes